# Олександра Шевченко
Олександра Шевченко — феміністка, активістка і лідерка міжнародного жіночого руху FEMEN, які часто з'являються топлес на своїх протестах проти патріархату, особливо диктатури, релігії та секс-індустрії.
У 2013 році Шевченко отримала притулок у Франції.
У 2014 році одружилася з російським фотографом, який робив репортаж про FEMEN. Народила від нього сина. Живе в Парижі. Пацифістка. Атеїстка.

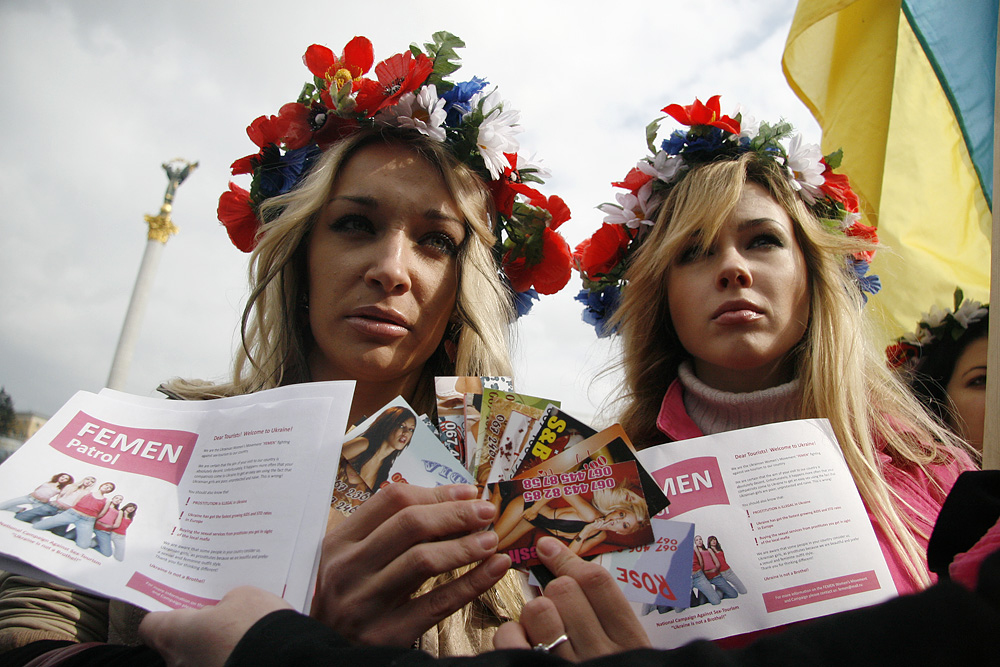
Олександра Шевченко (праворуч) та Інна Шевченко готуються до київської кампанії 2010 року.